# 馬灣碼頭 (深井)

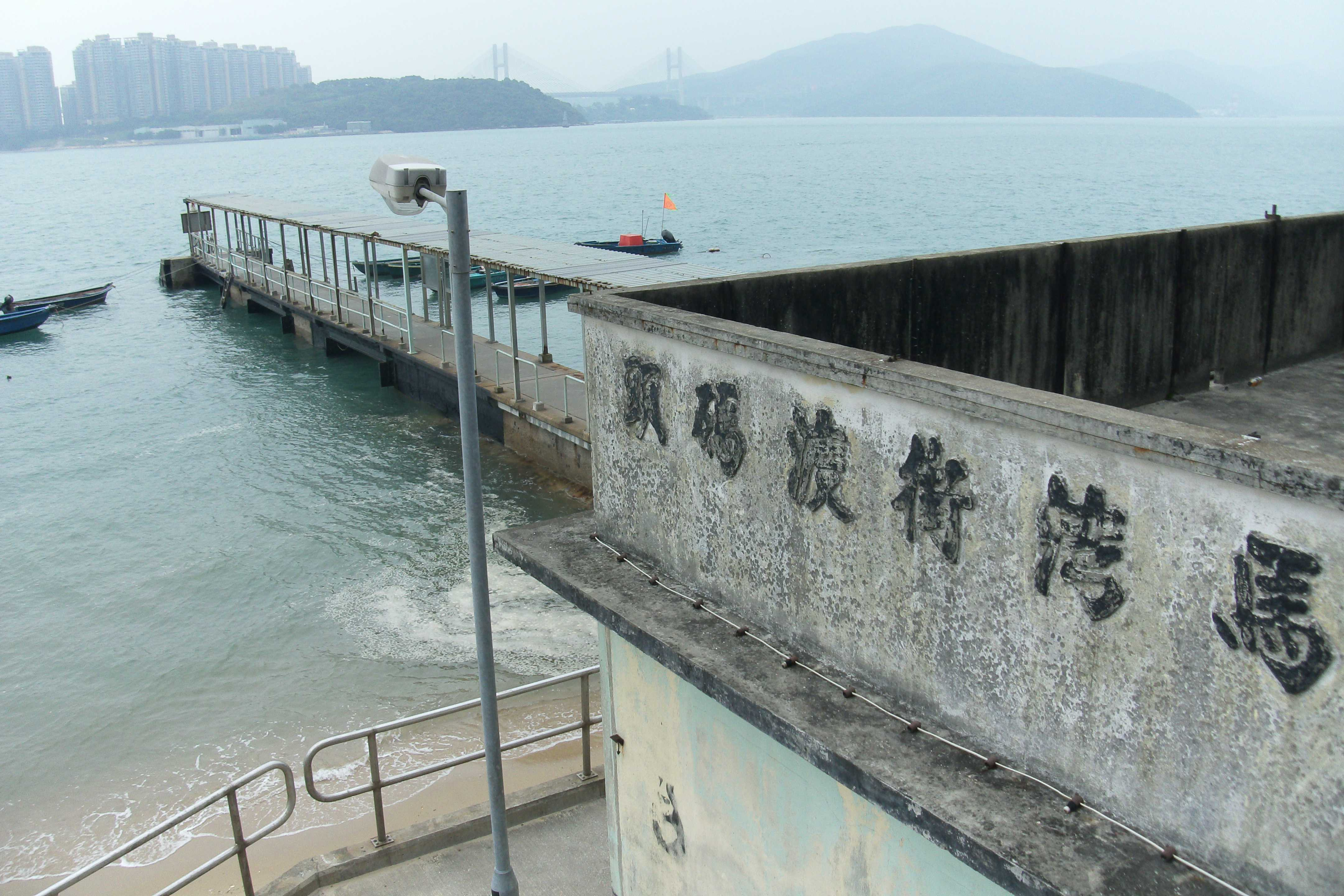
馬灣街渡碼頭

馬灣碼頭（英語：Ma Wan Pier），又稱深井街渡碼頭、馬灣街渡碼頭、釣魚灣碼頭，是香港一个街渡碼頭，位于香港新界荃灣區深井釣魚灣，鄰近麗都花園，1962年建成。由于早在1953年已經設有街渡前往海對面的馬灣島，故此得名。青馬大橋於1997年建成以及珀麗灣於2002年起入伙後，在市區可以靠陸路前往馬灣，街渡客量因此急跌，於2005年5月正式停航。不過，1999年，港府仍然在釣魚灣斥資1100萬港元興建全新的釣魚灣碼頭取代舊碼頭，並於2002年3月竣工，位於舊碼頭以東約100米，設有長約60米的步橋，面積325平方米，設有三個泊位。與此同時舊碼頭沒有拆除，而是改稱馬灣公眾碼頭以免混淆。馬灣碼頭現時成為釣魚人士的垂釣地點。

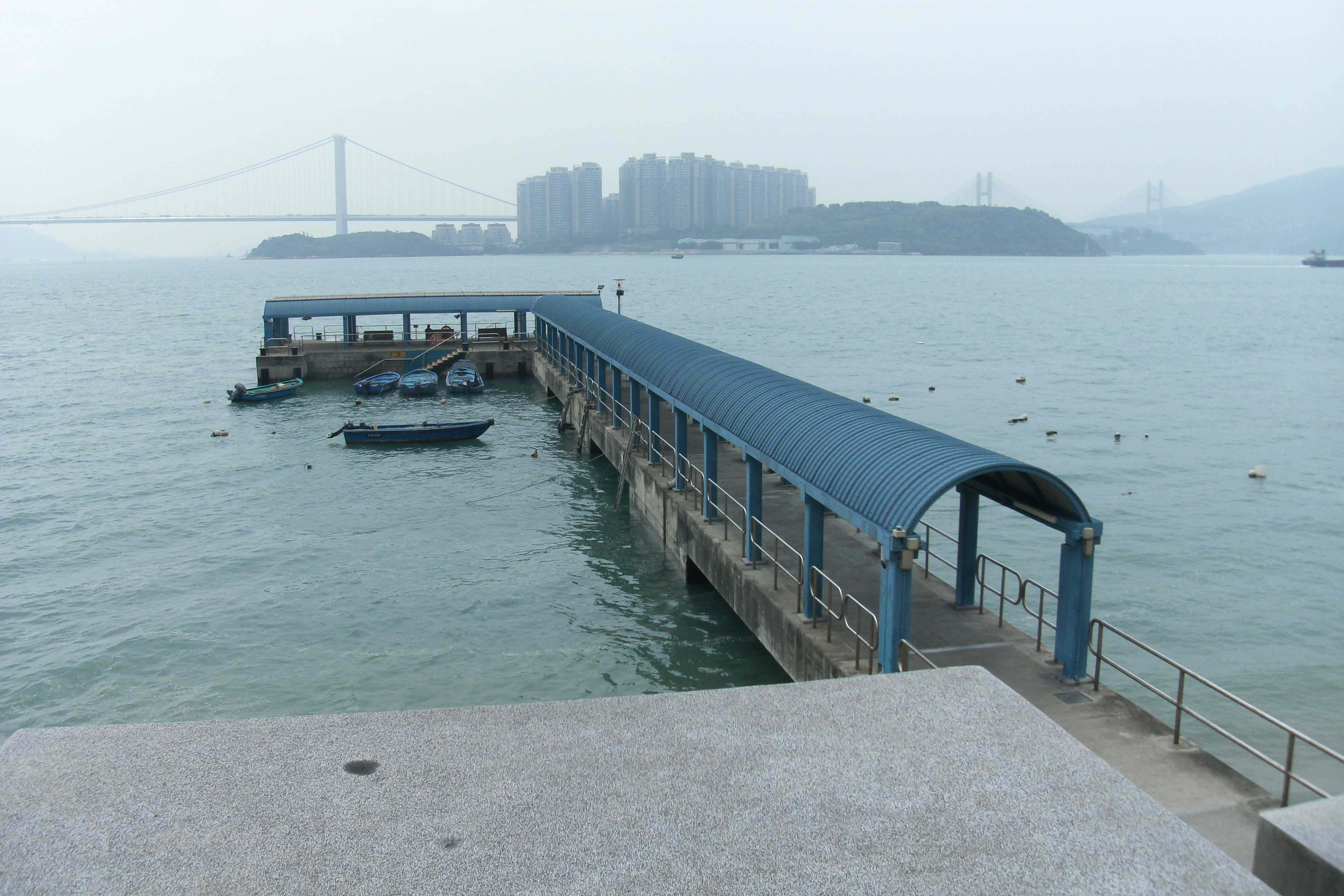
新釣魚灣公眾碼頭，可望見對岸的馬灣
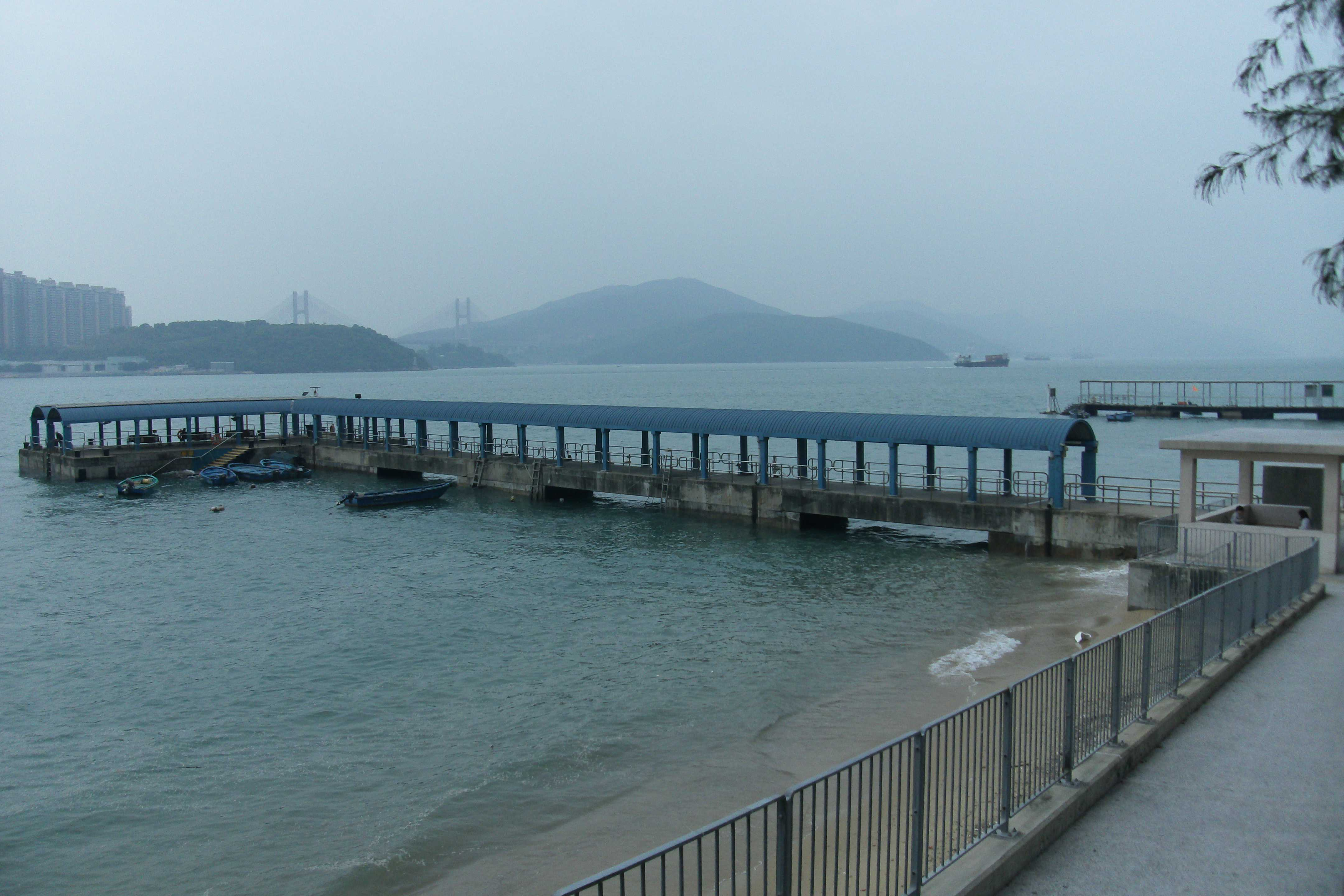
另一角度看新釣魚灣公眾碼頭
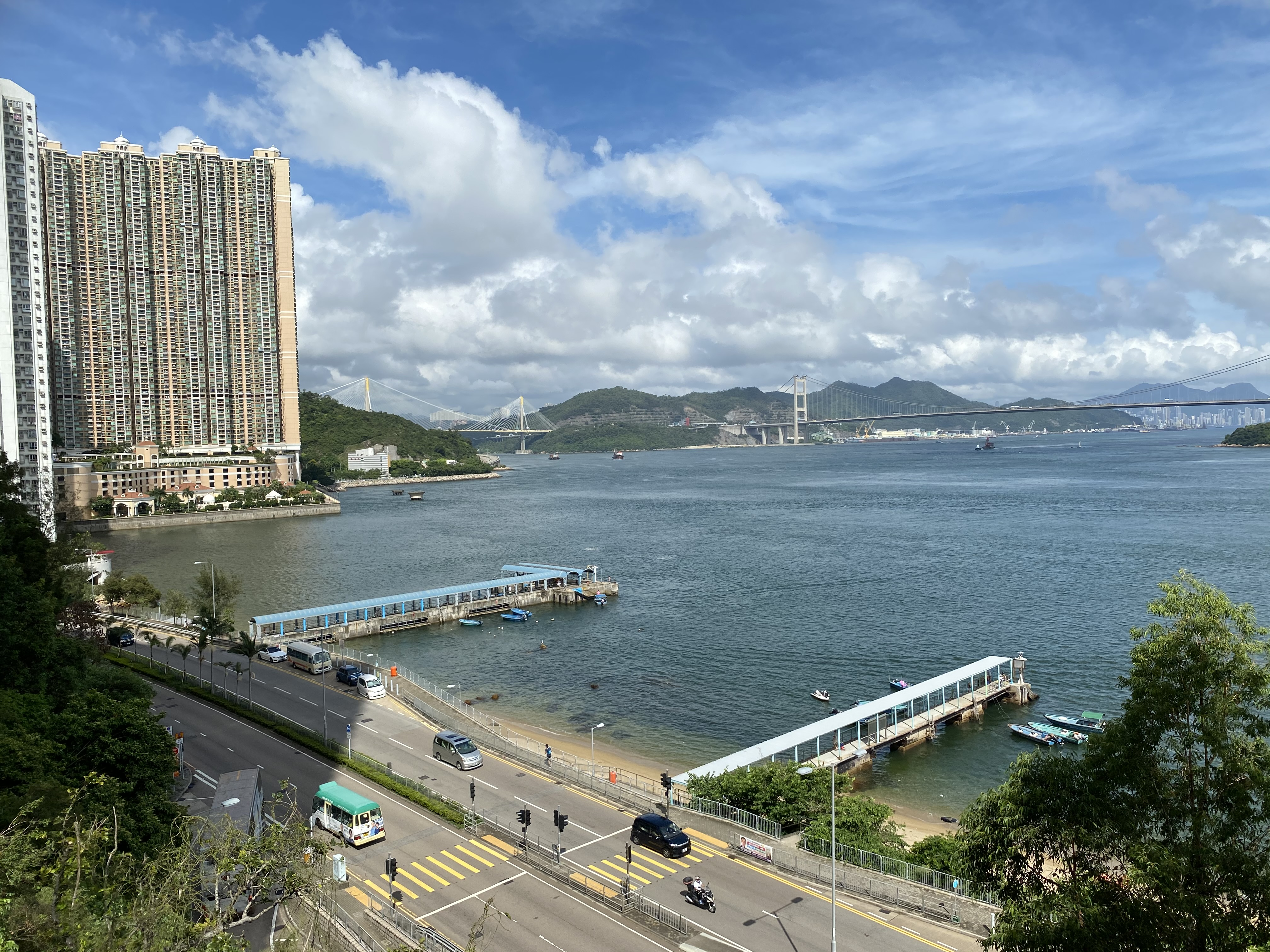
從浪翠園第二期看釣魚灣公眾碼頭

## 交通
巴士